# ملویل هرسکویتس
ملویل جِی. هرسکویتس ((به انگلیسی: Melville J. Herskovits)؛ ۱۰ سپتامبر ۱۸۹۵م، اوهایو-۲۵ فوریه ۱۹۶۳م، ایلینوی)  اندیشمند  آمریکایی و از متخصصان انسان‌شناسی بود که به ایجاد مطالعات آفریقایی و آفریقایی-آمریکایی در دانشگاه‌های آمریکا کمک کرد.

## زندگی‌نامه
ملویل جِی. هرسکویتس در تاریخ ۱۰ سپتامبر ۱۸۹۵، در بلفونتاین واقع در ایالت اوهایو آمریکا زاده شد. وی در ۲۵ فوریهٔ ۱۹۶۳ در اوانستون واقع در ایلینوی آمریکا درگذشت. دختر وی جان هرسکویتس متولد ۱۹۳۵ از استادان دانشگاه در امریکاست.

## حرفه
هرسکویتس در زمینه انسان‌شناسی متخصص بود. او از اندیشمندان علوم اجتماعی بود و همچنین از فیلسوفان تمدنی به‌شمار می‌رود. هرسکویتس همچنین در زمینه فرهنگ آفریقا نیز دانش گسترده‌ای داشت. آلن مریام آشنایی با وی را از نقاط عطف زندگی علمی خود می‌داند.

## میراث و افتخارات
- کتابخانه مطالعات آفریقایی ملویل جی. هرسکویتس در دانشگاه نورث وسترن به افتخار او نامگذاری شد. این بر اساس مجموعه مطالب او به عنوان رئیس بخش است.[۲]
- جایزه هرسکویتس (جایزه ملویل جی. هرسکویتس) جایزه‌ای سالانه است که توسط انجمن مطالعات آفریقا به بهترین اثر علمی (شامل ترجمه ها) در آفریقا اعطا می‌شود که در سال قبل به زبان انگلیسی منتشر شده‌است.

## ویژگی‌های فرهنگ
محمود روح‌الامینی، استاد انسان‌شناسی دانشکده علوم اجتماعی دانشگاه تهران، سه ویژگی فرهنگ از نظر هرسکویتس را چنین نوشته است؛
- فرهنگ عام ولی خاص است،
- فرهنگ‌ثابت ولی متغیر است،
- پذیرش فرهنگ اجباری ولی اختیاری است.[۳]